# Fred C. Brannon
Fred C. Brannon (Louisiana, 26 aprile 1901 – Los Angeles, 6 aprile 1953) è stato un regista statunitense.

## Filmografia

### Cinema
- The Purple Monster Strikes, co-regia di Spencer Gordon Bennet (1945)
- The Phantom Rider, co-regia di Spencer Gordon Bennet (1946)
- King of the Forest Rangers, co-regia di Spencer Gordon Bennet (1946)
- Daughter of Don Q, co-regia di Spencer Gordon Bennet (1946)
- The Crimson Ghost, co-regia di William Witney (1946)
- Son of Zorro, co-regia di Spencer Gordon Bennet (1947)
- Il ritorno di Jess il bandito (Jesse James Rides Again), co-regia di Thomas Carr (1947)
- The Black Widow, co-regia di Spencer Gordon Bennet (1947)
- G-Men Never Forget, co-regia di Yakima Canutt (1948)
- Dangers of the Canadian Mounted, co-regia di Yakima Canutt (1948)
- Adventures of Frank and Jesse James, co-regia di Yakima Canutt (1948)
- Federal Agents vs. Underworld, Inc. (1949)
- Il doppio segno di Zorro (Ghost of Zorro) (1949)
- Frontier Investigator (1949)
- King of the Rocket Men (1949)
- Bandit King of Texas (1949)
- The James Brothers of Missouri (1949)
- Radar Patrol vs. Spy King (1949)
- Gunmen of Abilene (1950)
- Code of the Silver Sage (1950)
- Salt Lake Raiders (1950)
- The Invisible Monster (1950)
- Desperadoes of the West (1950)
- Vigilante Hideout (1950)
- Rustlers on Horseback (1950)
- Flying Disc Man from Mars (1950)
- Rough Riders of Durango (1951)
- Night Riders of Montana (1951)
- Don Daredevil Rides Again (1951)
- Government Agents vs Phantom Legion (1951)
- Lost Planet Airmen (1951)
- Arizona Manhunt (1951)
- I conquistatori della luna (Radar Men from the Moon) (1952)
- Captive of Billy the Kid (1952)
- Wild Horse Ambush (1952)
- Zombies of the Stratosphere (1952)
- Jungle Drums of Africa (1953)